# Joan II el Monjo
Joan II (I) el Monjo (copte: Ⲓⲱⲁⲛⲛⲟⲩ ⲁ ; grec antic: Ιωάννης Β’ ο Μοναζων) o Joan II (I) d'Alexandria va ser patriarca d'Alexandria de l'any 496 al 505.
L'Església Ortodoxa l'anomena Joan II, però per l'Església Copta és Joan I, ja que no admet com a patriarca a Joan de Talaia.
Va néixer a Alexandria de pares cristians i es va fer monjo al desert de Scetis, al monestir de Sant Macari el Gran. Va ser consagrat Papa i Patriarca d'Alexandria el 29 de setembre de l'any 496 en contra de la seva voluntat, després de la mort d'Atanasi II. Va ser el primer bisbe alexandrí que van escollir entre els monjos dels monestirs del desert i no entre els erudits clergues d'Alexandria. Va governar l'Església vuit anys i set mesos.
Durant el seu mandat com a patriarca, es té constància de què va aconseguir de l'emperador obsequis de blat, vi i oli per al seu antic monestir al desert.
Va ser un ferm opositor al Concili de Calcedònia i va mantenir la comunió amb els que van acceptar l'Henòtic (literalment 'Instrument d'unió', que intentava reconciliar les diferències entre els anomenats ortodoxos calcedonis, que donaven suport als acords del Concili de Calcedònia, i la resta de tendències de l'Església Ortodoxa) de l'emperador Zenó, un document que no imposava un anatema formal a les decisions de Calcedònia. Així va mantenir en pau l'Església d'Alexandria, però això va mantenir el cisma dels acèfals, que s'oposaven tant al Concili de Calcedònia com a l'intent de reconciliació de l'Henòtic.
Va morir el 22 d'abril de l'any 505 i l'Església Ortodoxa Copta el considera sant.